# アル・シファ病院

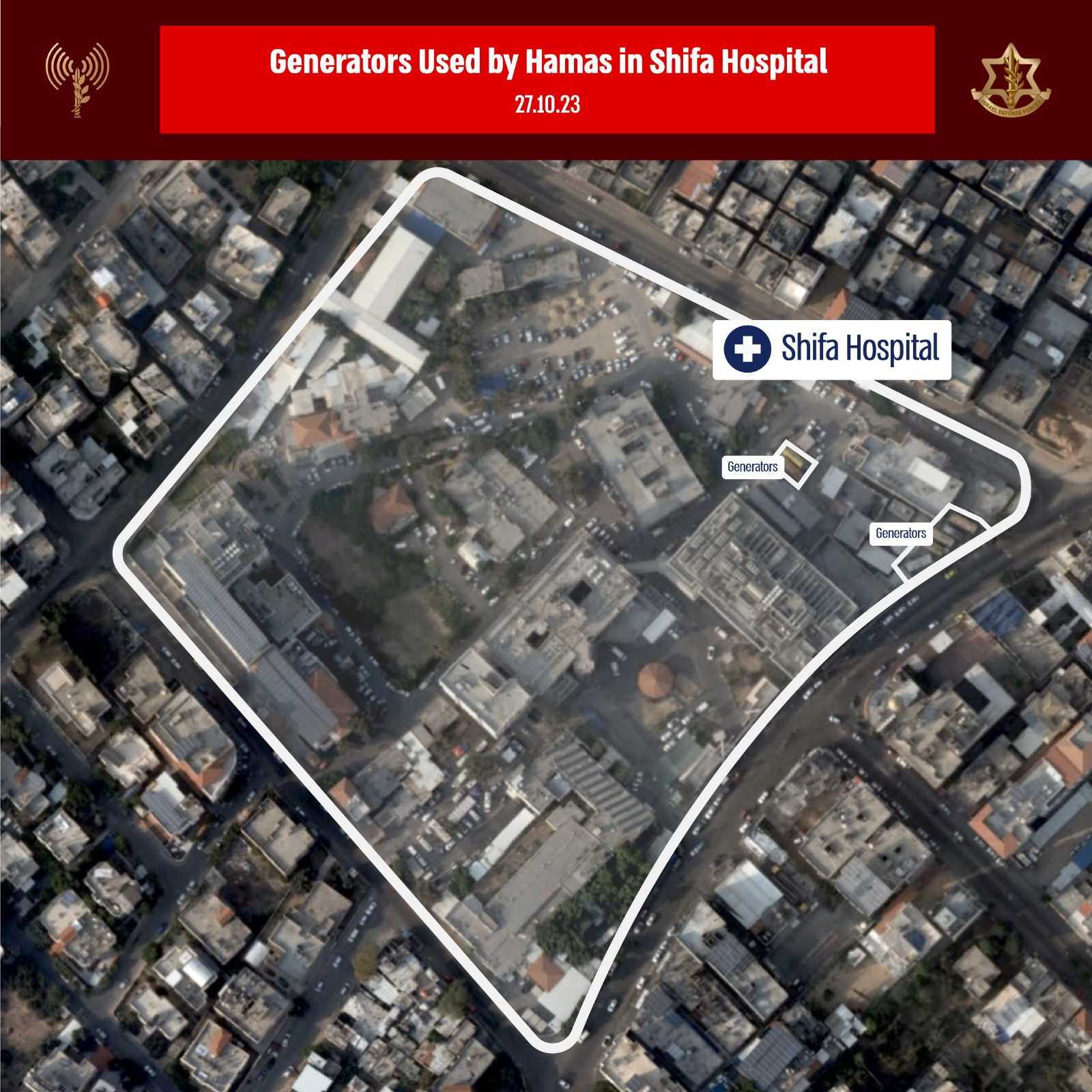
アル・シファ病院空撮映像

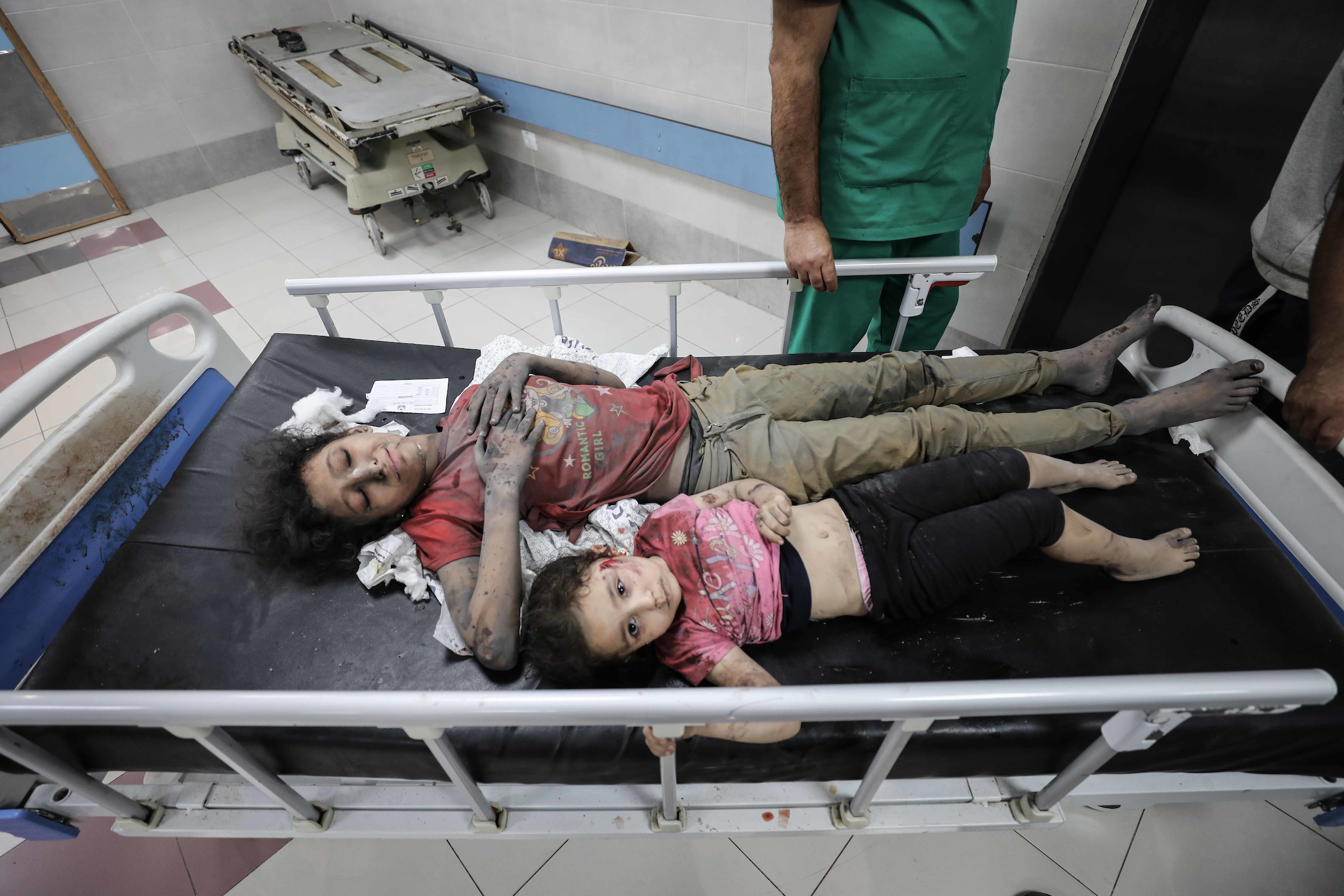
負傷し治療を待つ子供たち

アル・シファ病院（アル・シファびょういん、アラビア語: مستشفى الشفاء, Mustashfā al-Shifāʾ, ムスタシュファー・アッ＝シファー、英語：Al-Shifa Hospital）は、パレスチナ自治区ガザ地区にある主要な総合病院で救急と外科を持つ。
700床を有する地域最大の病院で、運営はガザ地区を実効支配するイスラム組織ハマースの政治部門のガザ保健省が担う。ハマスは政治部門(行政)と軍事部門(軍事・治安)を完全に分離させて運営しているため、病院が軍や治安組織の指揮下にあるわけではない。国境なき医師団（MSF）も活動する。
病院は、約1500人の職員を擁する。アラビア語発音はアッ＝シファーだが、日本のメディアではアル・シファとの表記が一般的である。
2023年11月時点の病院長は、ムハンマド・アブ・サルミヤ（アラビア語：محمد أبو سلمية、文語アラビア語発音：Muḥammad Abū Salmīya ないしは Salmīyah, ムハンマド・アブー・サルミーヤ、英字表記例：Muhammad Abu Salmiya、Mohammad Abu Salmiya等）医師。2007年にアル・ナスル病院長、2015年にアル・ランティシ病院長、2019年から2023年11月23日にイスラエル軍に拉致されるまでアル・シファ病院長を務めた。約7ヶ月間軍刑務所に拘置され、2024年7月1日に解放された。解放後、拉致されていたあいだ何の罪状も問われなかったことを証言した。

## 概要
アル・シファ病院はイギリスがパレスチナから撤退する2年前の1946年のイギリス委任統治時代に建設された。
1948年からは約20年近くエジプトの占領下に置かれた。
1967年にはイスラエルがガザ地区を占領し、その後に起きた紛争は、時に病院の敷地内に及ぶことがあった。
1994年には前年のオスロ合意に伴いガザ地区は限定的な自治権を得たため、病院の屋上にパレスチナの旗が掲揚され、当時パレスチナ解放機構（PLO）執行委員会議長のヤーセル・アラファートが敬礼をした。
2023年11月現在、ガザ地区には、複雑症例や重症の患者を多数受け入れ、治療できる医療施設は他にない。2023年パレスチナ・イスラエル戦争ではイスラエルによる容赦のない攻撃を受け壊滅的な状況に陥り、多数の死傷者を出した。同年11月10日には電力を喪失。救急車も出動できず、絶え間ない砲撃により患者や医療スタッフは避難できない状況となった。10月7日以降、負傷者は多数にのぼり、大多数は重篤な状態にあり複雑な手術や数週間から数か月にわたる持続的な治療を必要とする患者である。MSFスタッフは、病院から逃げようとした人びとがイスラエル軍により銃撃されているのを目撃した。MSFは、イスラエル軍による同病院に残る民間人への攻撃を強く非難した。

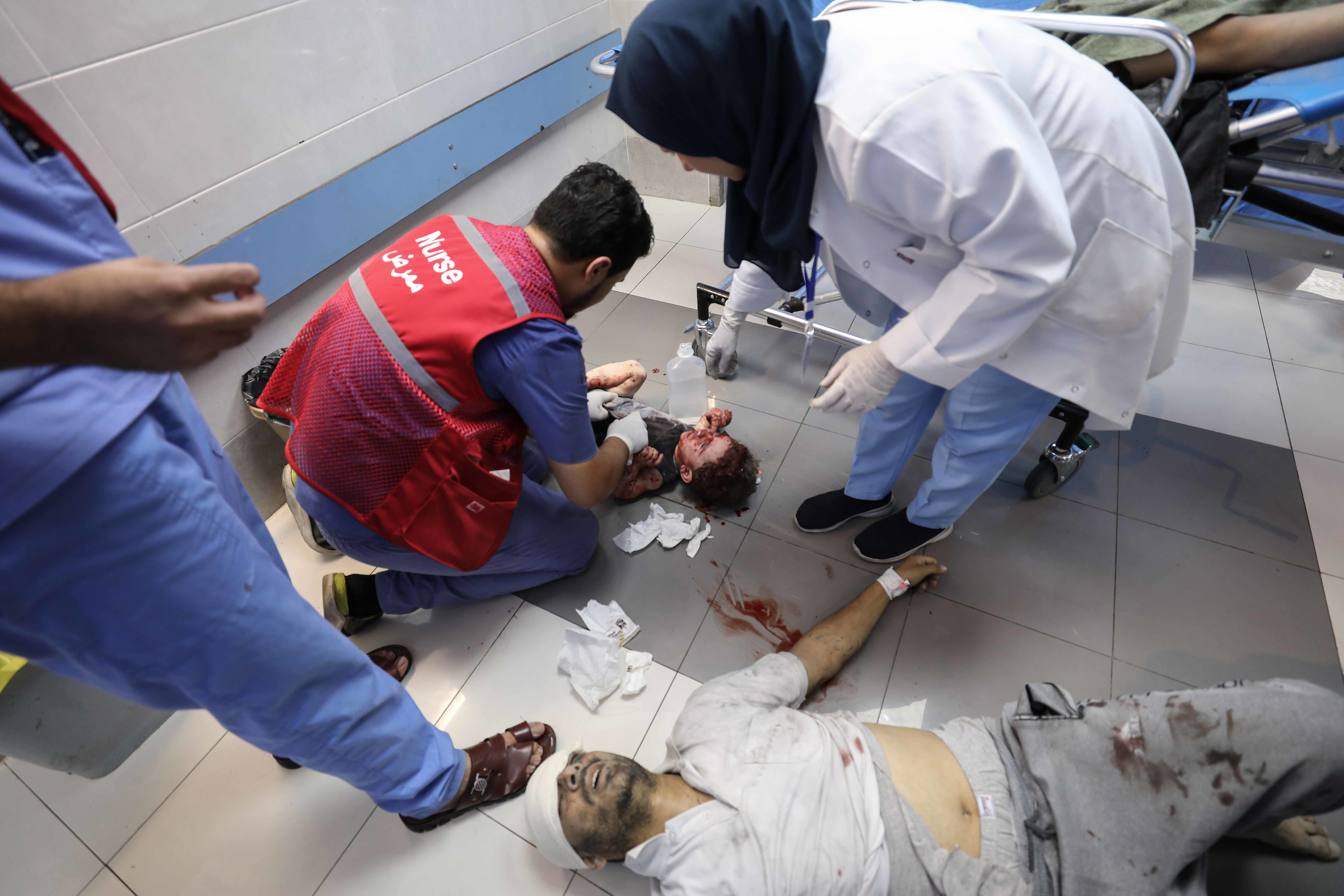
病院の床で治療を受ける負傷患者

同病院は、数千人の民間人の避難先ともなっていたが、ムハンマド・アブ・サルミヤ院長は、夜間に繰り返し攻撃にさらされ、数時間にわたり停電となったと証言。未熟児2人が攻撃により死亡したほか、電源の喪失により、乳児の多くが死亡した。
イスラエルは、病院への攻撃の根拠として、ハマースがガザの複数の病院の地下にトンネルや防空壕を造り、民間人を人間の盾にしていると非難したが、ハマース側はこれを否定している。また、シファ病院で勤務していたノルウェー人のマッズ・ギルバート医師は、イスラエル軍の攻撃で「酸素吸入装置が壊れたため、39人の乳児が保育器から出された」「3人が死亡した」と病院内で働く友人から聞かされ、けが人の多くにウジ虫が発生し、病院は殺された人でいっぱいになっている実情を語った。ギルバート医師は、ハマースの司令部が病院地下にあるとするイスラエルの主張を一蹴し、「これはイスラエル側のプロパガンダ＝嘘だ。私はシファ病院で2006年から勤務し、2006年、2009年、2012年、2014年の爆撃中も働いていた。一度も司令部があるという兆候を目にしたことはない。軍用車も兵士も実効支配する軍政府幹部も見たことはない。行動規制もなくどこでも歩き回ることができた。写真もビデオも好きなように撮ることができた。どんなドアも開けられたし写真撮影を規制された場所もない。もしそんな想像上の施設があるならば何か兆候が見られたと思う。『そこには入るな』『そこで写真を撮るな』と言われたり。だからネタニヤフ氏にこう問いただしたい。証拠を見せなさい。エビデンスを示しなさい」と語った。
国際連合（UN）の国際連合人道問題調整事務所（OCHA）によると、11月10日現在、ガザの36病院のうち約20か所がもはや機能してないとしている。MSFは「シファ病院内の民間人は、イスラエル軍に死刑執行を宣告されたようなものだ」と例えた。
11月14日には、病院長は、病院施設内には遺体が散乱しており、遺体安置所には電気が来ていない。イスラエル軍が施設を包囲する中、179人の遺体は中庭に一緒に埋葬されたと述べた。
11月15日には、イスラエル軍はシファ病院内でイスラム組織ハマースに対する作戦を実行していると発表、病院内に突入し、ハマースの全戦闘員に投降を呼びかけた。
11月16日、国境なき医師団のスタッフとして、シファ病院で活動していたことのある白根麻衣子は、同病院にはハマースの拠点などは全くなく、敷地内で戦闘が準備されている場所という感覚は感じたことが一度もない。また、ハマースの戦闘員らが出入りした噂すらも聞いたことがなく純然たる医療施設であったとTBSニュースで証言した。番組内での須賀川拓によると、「例えばレントゲン技師など特別な技術を持っている人が、ハマースに悪用され、戦争に加担しているというような事例はないのか?」との質問にも、全く考えられないと答えた。須賀川は、イスラエル側の言うハマースの1300本全長500㎞のトンネルに関し、それらは元となる証拠もなく、イスラエルが病院を占領する行為は彼らは戦略上必要としているが、人質の救出作戦の名目でパレスチナ全体への報復だと解説した。
また、日本はシファ病院への攻撃について、イスラエルの行動が全体として国際法と完全に整合的であるとの法的評価は行っていないとする立場を取った。
11月19日、イスラエル軍IDFはX（旧Twitter）でハマースが病院地下に軍事拠点を設置した証拠として新たに竪穴10メートルから横へ55メートル続いたトンネルの動画をノンストップ動画で公開した。
BBCとCNNはイスラエルが公開した動画を分析し、イスラエル軍の報道官が「映像は編集されておらずワンテイクで撮影された」と述べたにもかかわらず公表されたビデオは編集されていたと報じた。またBBCとCNNは、イスラエル軍がメディアに対する宣伝のために意図的に撮影現場を演出した可能性を指摘し、公表された動画は病院がハマースの中枢として使用されていたという証拠としては不十分だと主張した。
イスラエル軍はトンネル入り口はシファ病院敷地内の小屋があった場所の下で見つかったと主張。かつてより、病院地下には広大なハマースの指令部などが存在するとCGを作成しプロパガンダを繰り返していたものの、実際に発見されたのは深さ10ⅿ全長55ⅿの細いトンネルと鋼鉄の防爆ドアに過ぎなかった。IDFは「こういったドアは、ハマースが司令部や地下資産にイスラエル軍侵入阻止の目的で使用する」と声明で述べ、ドアの先になにがあるかは引き続き調査中とした。一方、ハマース側は、「地下トンネルはガザ内では道路に沿ってトンネルが伸びており、我々はそれを隠していない」とする声明を発表。
同日には更にイスラエル軍IDFは ネパール国籍とタイ国籍の人質2名が10月7日にシファ病院内へ連行された模様だとする動画を公開した。
11月20日、イスラエルのバラック元首相がCNNに対し、今から40年から50年前にイスラエルの建築業者によってシファ病院の地下に掩蔽壕（えんぺいごう）が建造されたと発言。キャスターが思わず「失言ですか?」と聞き返す場面があったが、バラックは掩蔽壕の存在は何年も前から知られており、それをハマースが司令部として流用していたことは明白だと述べた。40年以上前に建設された掩蔽壕にハマースが独自の増築を施しているかなどや、明らかな軍事目的の使用の痕跡立証が今後の課題となる。この時点でイスラエル軍は、他にも多くのトンネルや地下室を公開しているが、そこにいるとされる240人の人質は、1人も発見されなかった。
11月22日、イスラエル軍IDFは3日前の19日に公開されたパレスチナ自治区ガザのシファ病院にある地下トンネル内で発見された防爆ドアの先の様子を報道陣に公開した。また、トンネル入り口付近の病院上空からトンネル奥までのノンストップ動画を軍のX（旧Twitter）上で公開した。2mほどの高さの狭いトンネルの中にはタイル張りのトイレと洗面台など近代的な浴室設備が完備され、エアコン付きの会議に使用可能な広さの部屋やキッチンもあった。イスラエル軍はこの地下施設について、電線は地上の病院と繋がっており、地下トンネルにある電気機器用の電力は病院の電力を拝借していたと発表している。
トンネル構造はアーチ状のコンクリートが天井に敷き詰められた形状で、ハマースが2021年にTBSの須賀川記者の取材に対し公開しているトンネル構造と合致している。　また、BBC等ほかのメディアにも同様にハマースが自前で建造したと主張するトンネルの動画や画像が多数公開されており、今回シファ病院地下で発見されたトンネルと同様の構造であることが確認できる。しかし、軍事アナリストのゾラン・クソヴァックはアルジャジーラの番組の中でガザの土木技師の発言を引用し、公表された動画は実際には2つの異なるトンネルの映像をつなぎ合わせたものである可能性を指摘した。ビデオの最初の部分では垂直シャフトとコンクリート柱が映っているが、これらはコンクリートミキサーなどの大きくて騒音の大きい機械が必要であり、ハマースが行う様に秘密裏のトンネル建設に使われる事はあり得ないと述べた。

戦時下のアル・シファ病院
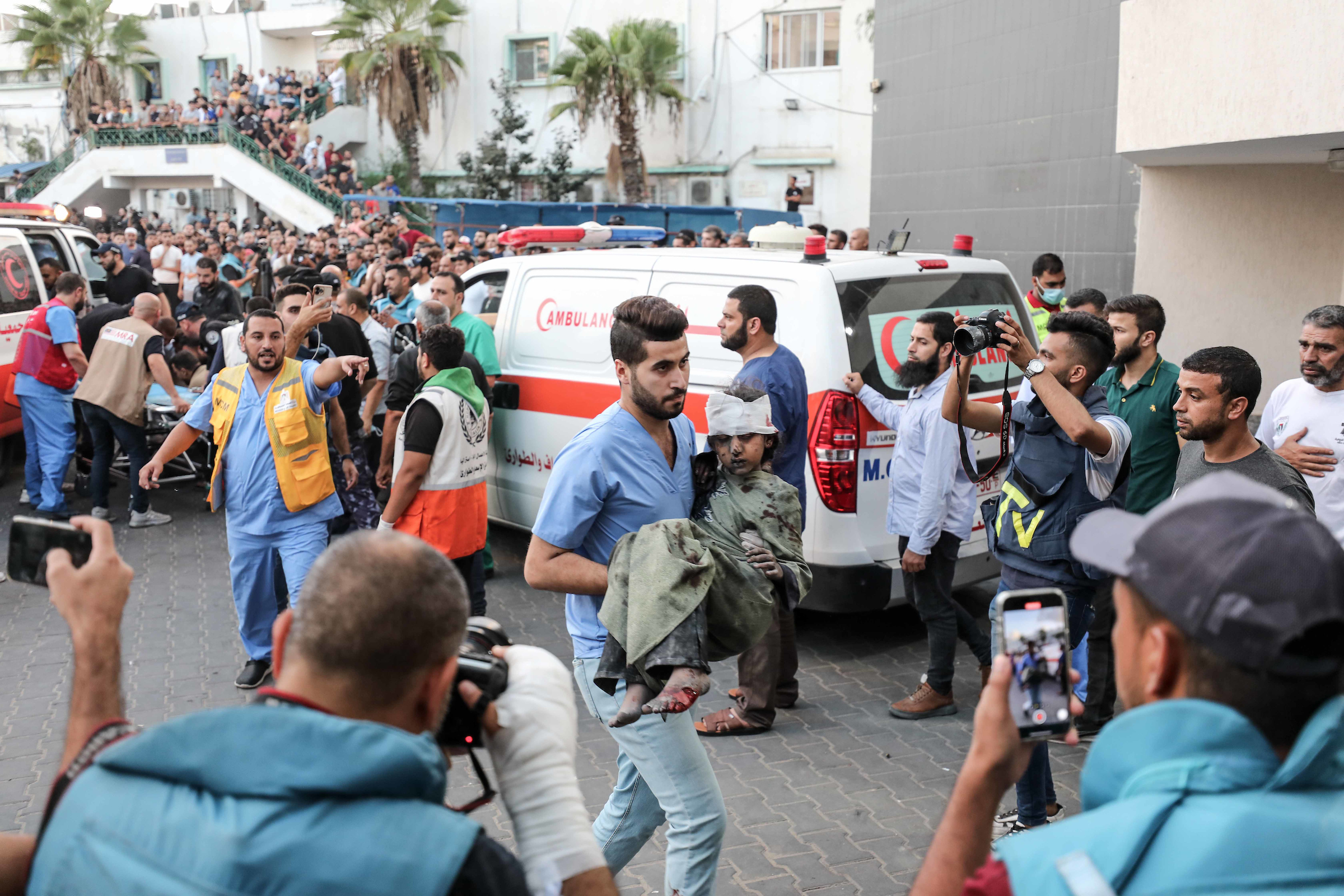
病院へ運ばれる負傷者
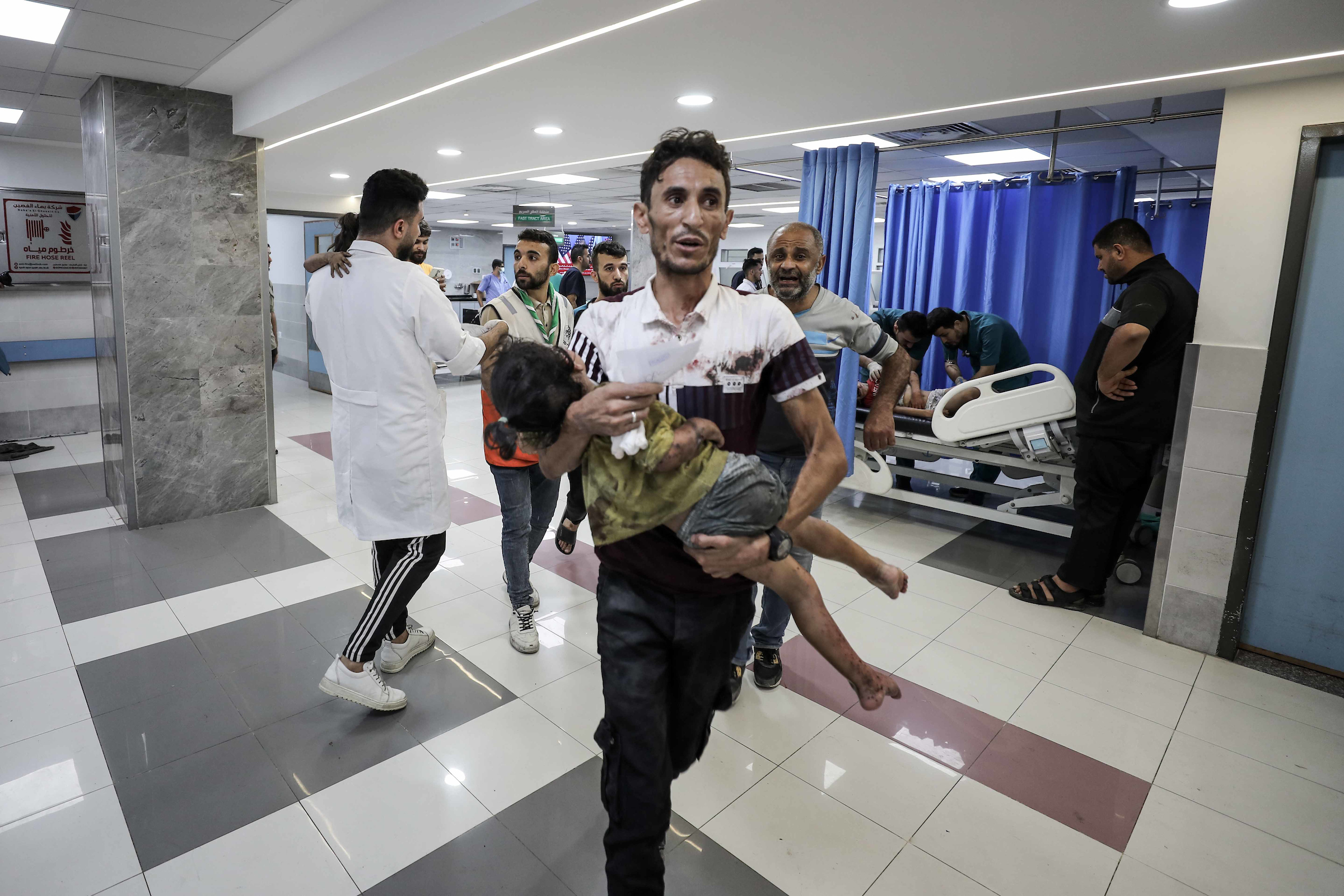
病院内へ運び込まれる負傷した子供
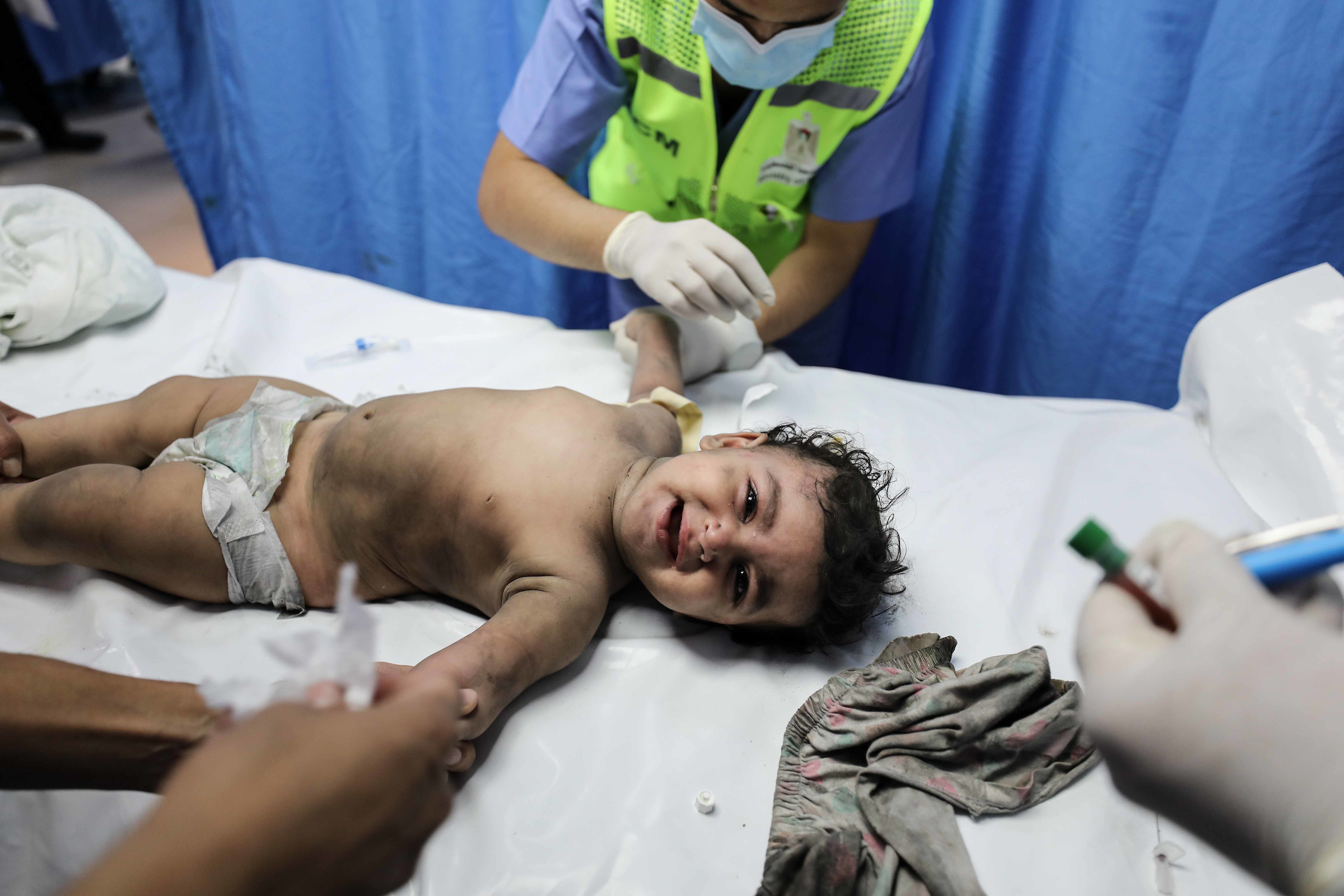
治療を受ける子供

イスラエルが11月22日にビデオ証拠を公開した後、AP通信、ニューヨーク・タイムズ、ガーディアン、スカイニュースは、公表された動画はハマースが病院を司令部として使用したことを示す決定的な証拠にはならないと主張した。ウォール・ストリート・ジャーナルは、「イスラエルが公開した証拠は病院にハマスがいることを示唆していると多数の安全保障アナリストが同意している。しかし殆どのアナリストはイスラエルが主張するように、病院がハマースの司令部であったことを示す決定的証拠をまだ見ていないとも述べている。」と主張した。
アムネスティ・インターナショナルは、アル・シーファにハマスの司令センターがあるという信頼できる証拠はまだないとし、「イスラエルは少なくとも2008年から2009年のキャスト・レッド作戦以来主張してきたこの主張を裏付ける証拠を何も提示できていない」と主張した。12月21日、ワシントン・ポストは今回イスラエルが公表した資料を、衛星画像、過去にイスラエルが公表した資料、SNSに投稿された写真、その他の様々な情報と組み合わせて分析し現場の位置を特定、ビデオをフレームごとに分析しトンネルの経路を地図に描き、トンネル網の方向性と長さを割り出したとされる記事を発表した。ワシントン・ポストは記事の中で、トンネル網につながっている部屋にはハマスが利用しているという直接的な証拠はなく、イスラエル軍のダニエル・ハガリ報道官がハマースの軍事活動に「直接関与している」と特定した病院の5つの建物はいずれもトンネル網につながっておらず、病棟内からトンネル網にアクセスできることを示す証拠は発表されていないと主張した。
イスラエル軍が病院に突入する数時間前、米国のバイデン政権はイスラエルの主張を裏付けるとする米国の諜報評価を機密解除したが、ワシントン・ポストによれば米政府は機密解除された資料を一切公表しておらず、当局者はこの評価の根拠となった情報も共有しなかったとされる。「イスラエル軍は、ハマースがテロ目的および地下テロ活動のためにシーファ病院施設を悪用したことを示す広範かつ反駁の余地のない証拠を公表した」とイスラエル軍の広報担当者はポストに語ったが、アル・シーファから更なら証拠が出てくるかとの記者の質問に対し、イスラエル軍の広報担当者は「追加情報は提供できない」と答え、11月24日、イスラエル軍は声明で病院敷地内のトンネルを破壊したと発表し、その後すぐに撤退したとされる。
2024年3月18日、イスラエル軍は同病院を再び襲撃。ハマース戦闘員らが活動しているとして「的を絞った精密作戦だ」と説明した。病院敷地内で銃撃戦が発生。ガザ当局は、戦車や無人機からの攻撃があり、死傷者が出たとして「戦争犯罪だ」と非難した。